# Apalik jezik
Apalik jezik (ambul, palik; ISO 639-3: apo), jedan od četiri zapadnih arawe jezika šire jugozapadne novobritanske skupine, kojim govori oko 370 ljudi (1979 popis) u provinciji West New Britain, između rijeka Andru i Johanna, Papua Nova Gvineja.
Jezici aiklep [mwg], gimi [gip] i solong [aaw] pripadaju s njima istoj podskupini.

## Vanjske poveznice
- Apalik (14th)
- Apalik (15th)